# Gestió estratègica
La gestió estratègica inclou la formulació i implementació dels principals objectius i iniciatives adoptades pels directius d'una organització en nom de totes les parts interessades, basant-se en els recursos i en una avaluació dels elements de l'entorn interns i externs en què actua una organització. La gestió estratègica proporciona una direcció general a una empresa o organització i demana aclarir quins són els objectius de l'organització, desenvolupar polítiques i plans per assolir-los, i, en darrer lloc, assignar recursos per implementar els plans on estan detallats.

## Aplicació

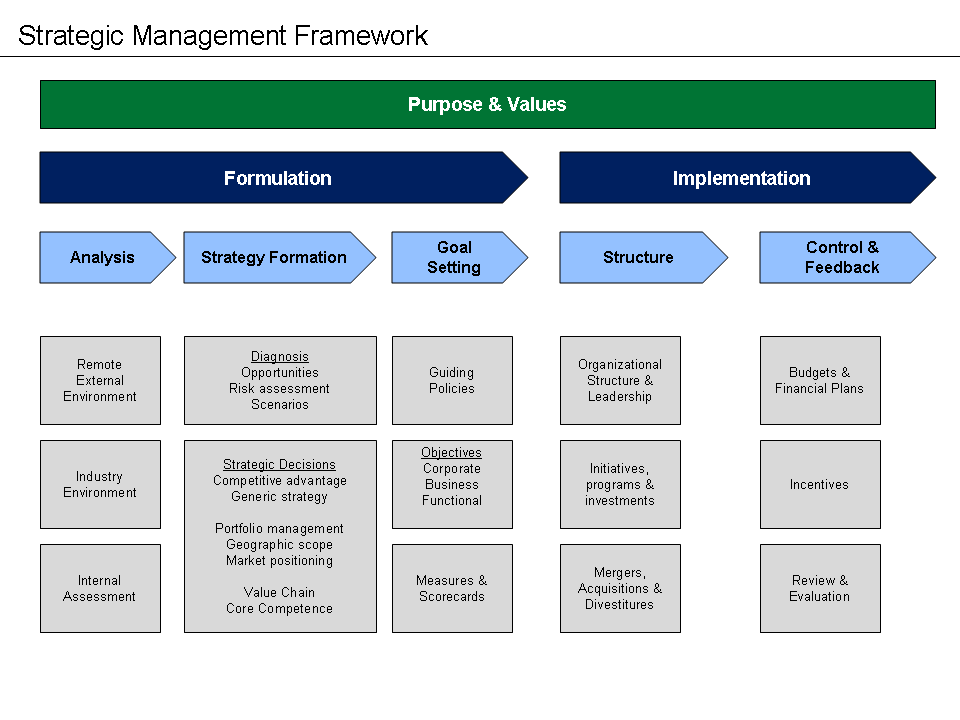
Processos i activitats de gestió estratègica

Tant els acadèmics com els directius d'empresa han desplegat nombrosos models i marcs teòrics per ajudar en la presa de decisions estratègiques en el context d'entorns complexos i dinàmiques competitives. La gestió estratègica no és de naturalesa estàtica; els models moltes vegades inclouen un bucle de retroalimentació per supervisar l'execució i per informar la propera ronda de planificació.
Michael Porter identifica tres principis subjacents a l'estratègia:
- creant una "posició única i valuosa [de mercat]"
- fer compensacions escollint "què no fer"
- crear un "ajust" alineant les activitats de l'empresa entre si per donar suport a l'estratègia escollida

L'estratègia corporativa consisteix a respondre una pregunta clau des d'una perspectiva de conjunt: "en quin negoci hauríem de ser?". En canvi, l'estratègia empresarial implica respondre la pregunta: "com competirem en aquest negoci?"
La teoria i la pràctica de la gestió sovint fan una distinció entre la gestió estratègica i la gestió operativa. La gestió operativa està enfocada sobretot en corregir l'eficiència i controlar els costos dins dels límits designats en l'estratègia de l'organització.
L'estratègia es defineix com "l'establiment dels objectius bàsics a llarg termini d'una empresa, l'adopció de cursos d'acció i l'assignació dels recursos necessaris per arribar a aquests objectius". S'estableixen estratègies per assenyalar la direcció, concentrar l'esforç, i proporcionar coherència o orientació en resposta a l'entorn.
La gestió estratègica relaciona els conceptes de planificació estratègica i pensament estratègic. La planificació estratègica és de naturalesa analítica i esmenta els procediments formalitzats per generar les dades i les anàlisis usades com a inputs per al pensament estratègic, que és l'encarregat de sintetitzar les afirmacions que resulten en l'estratègia. La planificació estratègica també pot referir-se als mecanismes de control que s'utilitzen per implementar l'estratègia un cop ja s'ha definit. En d'altres paraules, la planificació estratègica passa al voltant del pensament estratègic o l'activitat de generació d'estratègia.
La gestió estratègica tot sovint es caracteritza com la implicació de dos processos principals: la formulació i la implementació de l'estratègia. Tot i que es descriuen seqüencialment, un rere l'altre, a la pràctica els dos processos poden ser iteratius i cadascun facilita una entrada cap a l'altre.

### Formulació
La formulació d'una estratègia implica analitzar l'entorn en què opera l'organització i després adoptar una sèrie de decisions sobre com i de quina manera competirà l'organització al seu mercat. La formulació vol acabar amb una sèrie de metes o objectius i mesures que l'organització ha d'empaitar. L'anàlisi de l'entorn o context inclou:
- Entorn extern remot, inclòs el panorama polític, econòmic, social, tecnològic, legal i ambiental (PESTLE);
- Entorn de la indústria, com ara el comportament competitiu de les organitzacions rivals, el poder de negociació dels compradors/clients i proveïdors, les amenaces dels nous competidors a la indústria i la capacitat que tenen els compradors per poder comprar d'altres productes (les 5 forces de Porter); i
- Entorn intern, pel que fa als punts forts i febles dels recursos de l'organització (és a dir, les seves persones, processos i sistemes informàtics).[15]

Les decisions estratègiques es basen en la visió de l'avaluació de l'entorn i s'han d'entendre com a respostes a preguntes estratègiques sobre com competirà l'organització, com ara les següents:
- Quin és el model de negoci de l'organització?
- Qui és el client objectiu dels productes i serveis de l'organització?
- On són els clients i de quina manera compren? Què considera que és el "valor" el client?
- Quins negocis, productes i serveis s'han d'incloure o excloure de la cartera d'ofertes?
- Quin és l'àmbit geogràfic on opera l'empresa?
- Què diferencia l'empresa dels seus competidors als ulls dels clients i altres grups d'interès?
- Quines habilitats i capacitats s'han de desenvolupar a l'empresa per dur a terme l'estratègia?
- Quines són les oportunitats i els riscos més importants per a l'organització?
- Pot créixer l'empresa, tant a través del seu negoci base, com de nous negocis?
- De quina manera podria l'empresa generar més valor per als inversors?[15][16]

Les respostes a aquestes i moltes altres preguntes estratègiques acaben per donar lloc a l'estratègia de l'organització i una sèrie d'objectius o objectius específics a curt i llarg termini.

### Implementació
El segon gran procés de la gestió estratègica és la implementació, que implica decisions sobre com els recursos de l'organització (és a dir, persones, processos i sistemes informàtics) s'alinearan i es mobilitzaran cap als objectius. La implementació té com a resultat un gran ventall d'aspectes: com s'estructuren els recursos de l'organització (com ara per producte o servei o per geografia), acords de lideratge, comunicació, incentius i mecanismes de seguiment per fer un seguiment del progrés cap als propòsits, entre d'altres.
L'execució de les operacions diàries de l'empresa sovint s'anomena "gestió d'operacions" o termes específics per a departaments o funcions clau, com ara "gestió logística" o "gestió de màrqueting", que agafen el relleu un cop s'implementen les decisions de gestió estratègica.

### Definicions
L'estratègia s'ha practicat sempre que s'aconseguia un avantatge planificant la seqüència i el moment del desplegament dels recursos i alhora tenint en compte les capacitats probables i el comportament de la competència.
El 1988, Henry Mintzberg va recopilar les moltes definicions i perspectives diverses sobre l'estratègia de les quals es parlava tant de la recerca acadèmica com de la pràctica. Va inspeccionar el procés estratègic i va concloure que era molt més fluid i impredictible del que la gent havia pensat anteriorment, referint-se a Porter. Per això, no va poder assenyalar un sol procés que es digués planificació estratègica. En canvi, Mintzberg va concloure que hi ha cinc tipus d'estratègies:
- Estratègia com a pla: un curs dacció destinat a assolir un conjunt d'objectius planificats; similar al concepte de planificació estratègica;
- Estratègia com a patró: Un patró consistent de comportament passat, amb una estratègia executada al llarg del temps en lloc de planejada o anticipada. Quan el patró realitzat era diferent de la intenció, es va referir a l'estratègia com a emergent;
- L'estratègia com a posicionament: localització de marques, productes o empreses dins del mercat, a partir del marc conceptual dels consumidors o d'altres stakeholders; una estratègia determinada principalment per factors externs a l'empresa;
- Estratègia com a estratagema: una maniobra específica destinada a eludir un competidor; i finalment,
- Estratègia com a perspectiva: estratègia d'execució basada en una teoria empresarial o extensió natural de la mentalitat o perspectiva ideològica de l'organització

El 1998, Mintzberg va desenvolupar aquests cinc tipus d'estratègia de gestió en 10 "escoles de pensament" diferents i les va agrupar en tres categories. El primer grup es diu normatiu. Consta de les escoles de disseny i concepció informal, la planificació formal i el posicionament analític. El segon grup, format per sis escoles, està més orientat a com es fa realment la gestió estratègica que per prescriure plans o posicions òptimes. Les sis escoles són emprenedores, visionàries, cognitives, d'aprenentatge/adaptació/emergent, de negociació, de cultura corporativa i d'entorn empresarial. El tercer i últim grup està format per una escola, l'escola de configuració o transformació, un híbrid de les altres escoles organitzades en etapes, cicles de vida organitzatius o "episodis".
Michael Porter va definir el que era una estratègia l'any 1980. Per ell, era com la "... fórmula àmplia de com competirà una empresa, quins han de ser els seus objectius i quines polítiques faran falta per assolir aquests objectius" i la "... combinació dels objectius (objectius) pels quals l'empresa s'esforça i els mitjans (polítiques) a través dels quals vol aconseguir-ho". Va afegir-hi també que: "l'essència de dissenyar una estratègia competitiva és relacionar una empresa amb el seu entorn".
Els teòrics de la complexitat defineixen l'estratègia com el desplegament dels actius interns i externs de l'organització que es transformen en accions en un context socioeconòmic concret.

## Desenvolupament històric

### Orígens
La disciplina de gestió estratègica es va originar als anys 50 i 60. Entre els nombrosos col·laboradors primerencs, els més influents van ser Peter Drucker, Philip Selznick, Alfred Chandler, Igor Ansoff, i Bruce Henderson. La disciplina es basa en pensaments i textos anteriors sobre "estratègia" que es remunten a milers d'anys. De fet, abans de 1960, el terme "estratègia" s'utilitzava principalment pel que fa a la guerra i la política i no als negocis. Un gran nombre d'empreses van desenvolupar funcions de planificació estratègica per planificar i executar els processos de formulació i implementació per primer cop durant la dècada de 1960.
Peter Drucker va ser un teòric de la gestió molt prolífic, autor de desenes de llibres de gestió amb una carrera de cinc dècades. Va abordar qüestions estratègiques centrals en un llibre de 1954 The Practice of Management escrivint: "... la primera responsabilitat de l'alta direcció és fer la pregunta 'Quin és el nostre negoci?' i per assegurar-se que s'estudia detingudament i es respon correctament". Va escriure que la resposta la va determinar el client. Va recomanar vuit àrees on s'han d'establir objectius, com ara la posició al mercat, la innovació, la productivitat, els recursos físics i financers, el rendiment i l'actitud dels treballadors, la rendibilitat, el rendiment i el desenvolupament dels directius i la responsabilitat pública.
El 1957, Philip Selznick va emprar per primera vegada el terme "competència distintiva" per referir-se a com l'Armada intentava diferenciar-se dels altres serveis. També va formalitzar la idea de fer coincidir els factors interns de l'organització amb les circumstàncies de l'entorn, és a dir, les qüestions o forces externes. Aquesta idea bàsica la va desenvolupar posteriorment Kenneth R. Andrews el 1963 en el que ara anomenem anàlisi DAFO, en què els punts forts i febles de l'empresa s'avaluen a la llum de les oportunitats i amenaces de l'entorn empresarial. L'analisi DAFO té una gran popularitat.
Alfred Chandler va reconèixer la importància de coordinar l'activitat de gestió en una estratègia global. Les interaccions entre les funcions freqüentment eren dutes a terme pels gestors que transmetien la informació entre els departaments. Chandler va destacar la importància d'adoptar una perspectiva a llarg termini a l'hora de mirar cap al futur. En el seu treball pioner publicat al 1962 amb el títol de Strategy and Structure, Chandler va demostrar que era necessària que una estratègia fos coordinada amb la mirada a llarg termini per donar estructura, direcció i enfocament a una empresa. Ho explicava de manera concisa en la frase: "l'estructura segueix l'estratègia". Chandler va escriure això:
"L'estratègia és la determinació dels objectius bàsics a llarg termini d'una empresa, i l'adopció d'un o varis cursos d'acció i l'assignació dels recursos necessaris per dur a terme aquests objectius".
Igor Ansoff va basar el seu treball en Chandler afegint conceptes i inventant un vocabulari. Va desenvolupar una graella que comparava estratègies per a la penetració del mercat, el desenvolupament de productes, el creixement del mercat i la integració i diversificació horitzontal i vertical. Va pensar que la direcció podria utilitzar la xarxa per preparar sistemàticament el futur. En la seva obra clàssica estratègia corporativa de 1965, va desplegar l'anàlisi de bretxes per aclarir l'escletxa entre la realitat actual i els objectius i dur a terme el que va anomenar "accions de reducció de bretxa". Ansoff va escriure que la gestió estratègica s'estructurava en tres parts: planificació estratègica; l'habilitat per fer dels seus plans una realitat; i l'habilitat per gestionar l'oposició interna al canvi.
Bruce Henderson, fundador del Boston Consulting Group, va escriure sobre el concepte de la corba d'experiència el 1968, després del treball inicial fet l'any 1965. La corba d'experiència fa referència a una hipòtesi que els costos de producció unitaris disminueixen un 20/30% cada cop que la producció acumulada es duplica. Això va recolzar a l'argument per aconseguir una quota de mercat més gran i economies d'escala.
Porter va declarar el 1980 que les empreses han de prendre decisions sobre el seu abast i el tipus d'avantatge competitiu que volen aconseguir, sigui un cost més baix sigui diferenciació. La idea d'una estratègia dirigida a indústries i clients concrets (és a dir, posicions competitives) amb una oferta diferenciada va significar un canvi del paradigma estratègic influït per la corba d'experiència, que va enfocar-se en una major escala i un menor cost. Porter va revisar de nou el paradigma estratègic l'any 1985, escrivint que el rendiment superior dels processos i activitats desenvolupades per les organitzacions com a part de la seva cadena de valor és la base de l'avantatge competitiu, de manera que descriu una visió de procés de l'estratègia.

### Canvi d'enfocament de la producció a la comercialització
La direcció de la investigació estratègica també va ser paral·lela a un canvi de paradigma important en la competència de les empreses, específicament un canvi de l'enfocament de la producció a l'enfocament del mercat.
El concepte central en l'estratègia fins als anys cinquanta va ser crear un producte d'alta qualitat tècnica. Si es crea un producte que vagi bé i que fos durador, no s'ha de tenir cap dificultat per treure'n profit. Això s'anomenava orientació a la producció. Henry Ford va dir sobre el cotxe Model T: "Qualsevol client pot tenir un cotxe pintat del color que vulgui, a condició que sigui negre".
El teòric de la gestió Peter F Drucker va escriure l'any 1954 que era el client qui definia en quin negoci es trobava una organització. L'any 1960 Theodore Levitt va argumentar que en comptes de crear productes i després intentar vendre'ls al client, les empreses haurien de començar per mirar d'entendre el client, després esbrinar què volen i en acabat fer el producte. Però mai al revés. La fal·làcia de l'orientació a la producció també es va referir com a miopia de màrqueting en un article del mateix Levitt. Són conceptes que han guanyat tracció al llarg dels anys.
Amb el temps, el client es va convertir en el motor i base de totes les decisions estratègiques de negoci a la majoria d'empreses. Aquest concepte o visió de màrqueting, en les dècades que van des de la seva introducció fins a l'actualitat, s'ha reformulat amb noms que inclouen orientació al client, enfocament al client i enfocament al mercat.

### Naturalesa de l'estratègia
El 1985, la professora Ellen Earle-Chaffee va resumir el que ella creia que eren els components fonamentals de la teoria de la gestió estratègica en què existia un consens general des de la dècada de 1970 en endavant, escrivint la següent direcció estratègica:
- Compromet a adaptar l'organització al seu entorn empresarial;
- És fluid i complex. El canvi crea noves combinacions de circumstàncies que demanen respostes no repetitives i no estructurades;
- Afecta a tota l'organització proporcionant direcció;
- Implica tant els processos de formulació de l'estratègia com la implementació del contingut de l'estratègia;
- Pot ser planificat (intencionat) i no planificat (emergent);
- Es fa a diversos nivells: estratègia corporativa global i estratègies empresarials individuals; i
- Implica processos de pensament tant conceptuals com analítics.

Chaffee va dir, a més, que la investigació fins aquell moment cobria tres models d'estratègia no excloents:
1. Estratègia lineal: una determinació planificada d'objectius, iniciatives i assignació de recursos, segons la definició de Chandler anterior. Això és més coherent amb els enfocaments de planificació estratègica i pot tenir un horitzó de planificació llarg. L'estrateg "s'ocupa" del medi ambient, però no és la preocupació central.
2. Estratègia adaptativa: en aquest model, els propòsits i activitats de l'organització es preocupen principalment de l'adaptació al medi, anàloga a què seria un organisme biològic. La necessitat d'adaptació contínua redueix o esborra la finestra de planificació. Hi ha més consideració per als mitjans (mobilització de recursos per abordar el medi ambient) que als fins (objectius). L'estratègia està menys centralitzada que en el model lineal.
3. Estratègia interpretativa: un model més recent i menys desenvolupat que els models lineals i adaptatius, l'estratègia interpretativa s'enfoca a "orientar metàfores construïdes amb el propòsit de conceptualitzar i guiar les actituds individuals o plurals". La finalitat de l'estratègia interpretativa és la legitimitat o credibilitat en la ment de les parts interessades. Fa més èmfasi en els símbols i el llenguatge per influir en la ment dels clients, més que en el producte físic de l'organització.[11]

## Conceptes i marcs
El progrés de l'estratègia des del 1960 fins al present es pot rastrejar mitjançant una varietat de marcs i conceptes presentats per consultors de gestió i acadèmics. Aquests últims reflecteixen un enfocament més gran en els costos, la competència i els clients. Per exemple, les "3 C" es van il·luminar amb una anàlisi empírica molt més sòlida amb nivells de detall cada cop més granulars, a mesura que les indústries i organitzacions es dividien en unitats de negocis, activitats, processos i individus en la cerca de fonts per aconseguir un avantatge competitiu.

### Anàlisi DAFO

Una anàlisi DAFO, amb els quatre quadrants en una matriu 2×2.

A la dècada de 1960, el curs clau de política comercial de l'Escola de Negocis de Harvard incloïa el concepte de fer coincidir la competència distintiva d'una empresa (les seves fortaleses i debilitats internes) amb el que seria el seu entorn extern (oportunitats i amenaces) en el context dels seus objectius. Aquest marc es va conèixer i popularitzar amb l'acrònim DAFO i va permetre fer un gran pas endavant en l'aplicació del pensament competitiu explícit en matèria d'estratègia. Kenneth R. Andrews va ajudar a donar a conèixer el marc a través d'una conferència de 1963, i encara s'usa àmpliament a la pràctica.

### Corba d'experiència
La idea de la corba d'experiència la van crear al Boston Consulting Group el 1966. És una hipòtesi que els costos per unitat totals disminueixen sistemàticament fins a un 15-25% cada vegada que la producció acumulada (és a dir, "experiència") es duplica. S'ha confirmat empíricament en diverses empreses en diversos moments de la seva història. Els costos disminueixen a causa de múltiples factors, com ara la corba d'aprenentatge, la substitució de capital per mà d'obra (automatització) i el desenvolupament tecnològic. L'autor Walter Kiechel va exposar que:
- Una empresa pot millorar contínuament la seva estructura de costos;
- Els competidors tenen diferents posicions de costos en funció de la seva experiència;
- Les empreses podrien aconseguir costos més baixos mitjançant una major quota de mercat, a través d'un avantatge competitiu; i també:
- Un enfocament més a fons en l'anàlisi empírica de costos i processos, un concepte al qual l'autor Kiechel es refereix com a "més taylorisme".

Kiechel va escriure el 2010: "La corba d'experiència va ser simplement el concepte més important en el llançament de la revolució estratègica... amb la corba d'experiència, la revolució estratègica va començar a insinuar una consciència aguda. Es va passar de la competència a la consciència corporativa". Abans de la dècada de 1960, la paraula competència poques vegades apareixia en la literatura de gestió més destacada. Les empreses nord-americanes llavors van enfrontar una competència considerablement menor i no es van enfocar a l'exercici entre parells. A més, la corba d'experiència va aportar una base per a la venda detallista d'idees comercials, la qual cosa va ajudar a impulsar la indústria de consultoria de gestió.

### Estratègia corporativa i teoria de cartera

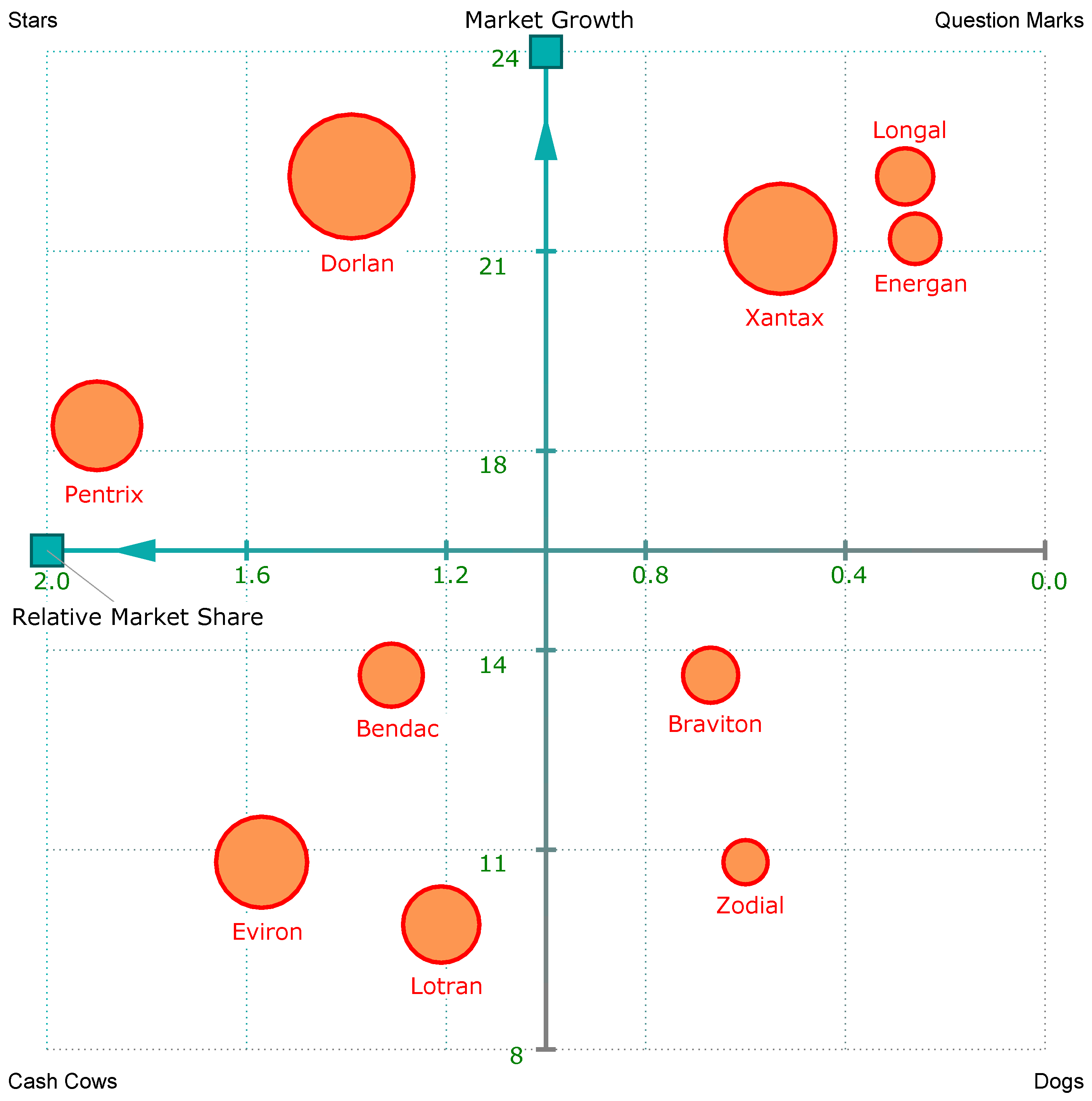
Matriu de creixement de la cartera – quota

Cada negoci d'una cartera de negocis es valora en funció de la seva quota de mercat (una mesura de la seva posició competitiva en relació amb els seus companys) i la taxa de creixement de la indústria (una mesura de l'atractiu de la indústria). Tot es va resumir en la matriu de creixement BCG desenvolupada pel Boston Consulting Group del 1970. El 1979, un estudi estimava que el 45% de les empreses Fortune 500 utilitzaven alguna variació de la matriu en la seva planificació estratègica. Aquest marc va ajudar a les empreses a decidir on podrien fer servir millor els seus recursos (és a dir, en la seva alta quota de mercat) i en quines empreses desinvertir (és a dir, empreses de baix mercat i de creixement baix). La matriu de quota de creixement va ser seguida pel model multifactorial de GE, proposat per General Electric.
Les empreses van continuar diversificant-se com a conglomerats fins a la dècada de 1980. En aquell moment la desregulació i un entorn antimonopoli menys restrictiu van fer pensar que una cartera de divisions operatives en diferents indústries era menys valuosa que unes quantes empreses independents, la qual cosa va acabar provocant la ruptura de molts conglomerats. Tot i que la popularitat de la teoria de carteres ha augmentat al llarg dels anys, les dimensions clau considerades (atractiu del sector i posició competitiva) segueixen sent centrals per a l'estratègia.
En resposta als problemes evidents de l'"excés de diversificació", CK Prahalad i Gary Hamel van adduir que les empreses haurien de construir carteres d'empreses al voltant de competències tècniques o operatives que fossin compartides entre elles, i que haurien de desenvolupar estructures i processos per millorar les seves competències bàsiques (en anglès core competencies).
Michael Porter també va adreçar-se a la qüestió del nivell adequat de diversificació de les corporacions. L'any 1987, va argumentar que l'estratègia corporativa involucra dues preguntes: 1) En quin negoci ha d'estar la corporació? i 2) De quina manera l'oficina corporativa ha d'administrar les unitats de negoci? Va esmentar quatre conceptes d'estratègia corporativa, cadascun dels quals suggereix un cert tipus de cartera i un cert rol per a l'oficina corporativa; els tres últims es poden fer servir junts:
1. Teoria de la cartera: una estratègia basada fonamentalment en la diversificació mitjançant l'adquisició. La corporació canvia els recursos entre les unitats i supervisa el rendiment de cada unitat de negoci i els seus líders. En general, cada unitat funciona de manera autònoma, amb una interferència limitada del centre corporatiu sempre que es compleixin els objectius.
2. Reestructuració: l'oficina corporativa adquireix un negoci i després intervé activament en allò que detecta potencial, sovint substituint la direcció i implementant una nova estratègia empresarial.
3. Transferència d'habilitats: les habilitats de gestió i la capacitat organitzativa importants s'estenen essencialment a diverses empreses. Les habilitats han de ser imprescindibles per obtenir un avantatge competitiu.
4. Activitats compartides: Capacitat de la corporació combinada per aprofitar funcions centralitzades, com podrien ser les vendes, finances, etc., reduint així els costos.[37]

Basant-se en les idees de Porter, Michael Goold, Andrew Campbell i Marcus Alexander van desenvolupar el concepte d'"avantatge parental" per aplicar-lo a escala corporativa, com un paral·lel al concepte d'"avantatge competitiu" aplicat a l'entorn empresarial. Van argumentar que les empreses matrius haurien d'apuntar a "afegir més valor" als seus gràfics comercials que els seus rivals. Si tenen èxit, tenen un avantatge per a l'empresa matriu. Per tant, el nivell adequat de diversificació depèn de la capacitat de l'empresa matriu per afegir valor en comparació amb altres carteres.

### Avantatge competitiu
El 1980, Porter va definir els dos tipus d'avantatge competitiu que una organització pot aconseguir respecte als seus competidors: un menor cost o una diferenciació. Els avantatges competitius deriven d'atributs que permeten a una organització millorar la seva competència bàsica, com ara una posició superior al mercat, habilitats o recursos. Segons Porter, la gestió estratègica s'hauria de preocupar per construir i mantenir un avantatge competitiu que sigui durador.

### Estructura del sector i rendibilitat

Una representació visual de les cinc forces de Porter

Porter va desenvolupar l'any 1980 un marc per analitzar la rendibilitat de les indústries i com es reparteixen aquests beneficis entre els participants. En l'anàlisi de cinc forces, va identificar les forces que configuren l'estructura o l'entorn de la indústria. El marc implica el poder de negociació de compradors i proveïdors, l'amenaça de nous competidors, la disponibilitat de productes substitutius i la rivalitat competitiva de les empreses del sector. Aquestes forces afecten la capacitat de l'organització per poder augmentar els seus preus, així com els costos dels inputs (és a dir, les matèries primeres) per als seus processos.
El marc de les 5 forces ajuda a descriure com una empresa pot utilitzar aquestes forces per obtenir un avantatge competitiu sostenible, sigui més baix cost o diferenciació. Les empreses poden maximitzar la seva rendibilitat competint en indústries amb una estructura favorable. Els competidors poden adoptar mesures per augmentar la rendibilitat global de la indústria o treure beneficis d'altres parts de l'estructura de la indústria. Porter va modificar el dictamen de Chandler sobre l'estratègia de seguiment de l'estructura introduint un segon nivell d'estructura: mentre que l'estructura organitzativa segueix l'estratègia, al seu torn segueix també l'estructura de la indústria.

### Estratègies competitives genèriques

Les tres estratègies genèriques de Michael Porter

Porter va escriure el 1980 que una estratègia empresarial s'havia d'orientar al lideratge de costos, la diferenciació o l'enfocament. Aquestes es coneixen com les tres estratègies de tipus genèric de Porter i es poden aplicar a qualsevol grandària o model de negoci. Porter va afirmar que una empresa només ha de triar una de les tres opcions o arriscar-se a dilapidar recursos preciosos i penedir-se'n més tard. Les estratègies genèriques de Porter aporten gran detall en la interacció entre les estratègies de minimització de costos, les estratègies de diferenciació de productes i les estratègies d'enfocament al mercat.
Porter va explicar que una indústria té diversos segments als quals una empresa pot adreçar-se. L'amplitud de la seva orientació fa referència a l'abast competitiu que té el negoci. Porter va descriure dos tipus d'avantatge competitiu principals: el menor cost o la diferenciació respecte als seus rivals. De fet, segons diu, només es pot obtenir un avantatge competitiu a conseqüència de fer front a les cinc forces millor del que poden fer-ho seus rivals o competència del mercat. En paraules del mateix Porter: "obtenir un avantatge competitiu requereix que una empresa prengui una decisió... sobre el tipus d'avantatge competitiu que vol aconseguir i el seu abast".
Porter també va escriure: "Els dos tipus bàsics d'avantatge competitiu [diferenciació i menor cost] combinats amb l'abast d'activitats per a les quals una empresa pretén assolir-los condueixen a tres estratègies genèriques per assolir un rendiment superior a la mitjana en una indústria: lideratge en costos, diferenciació i centrar-se. L'estratègia d'enfocament té dues variants, l'enfocament de costos i l'enfocament de diferenciació."
El concepte d'elecció era una perspectiva diferent de l'estratègia, ja que el paradigma dels anys setanta era la recerca de la quota de mercat (mida i escala) que venia marcada per la corba d'experiència. Les empreses que busquen la primera posició de mercat per aconseguir avantatges en costos s'ajusten a l'estratègia genèrica de lideratge en costos que va exposar Porter. Però el concepte d'elecció en termes de diferenciació i enfocament representava una perspectiva nova en aquell moment.

### Cadena de valor

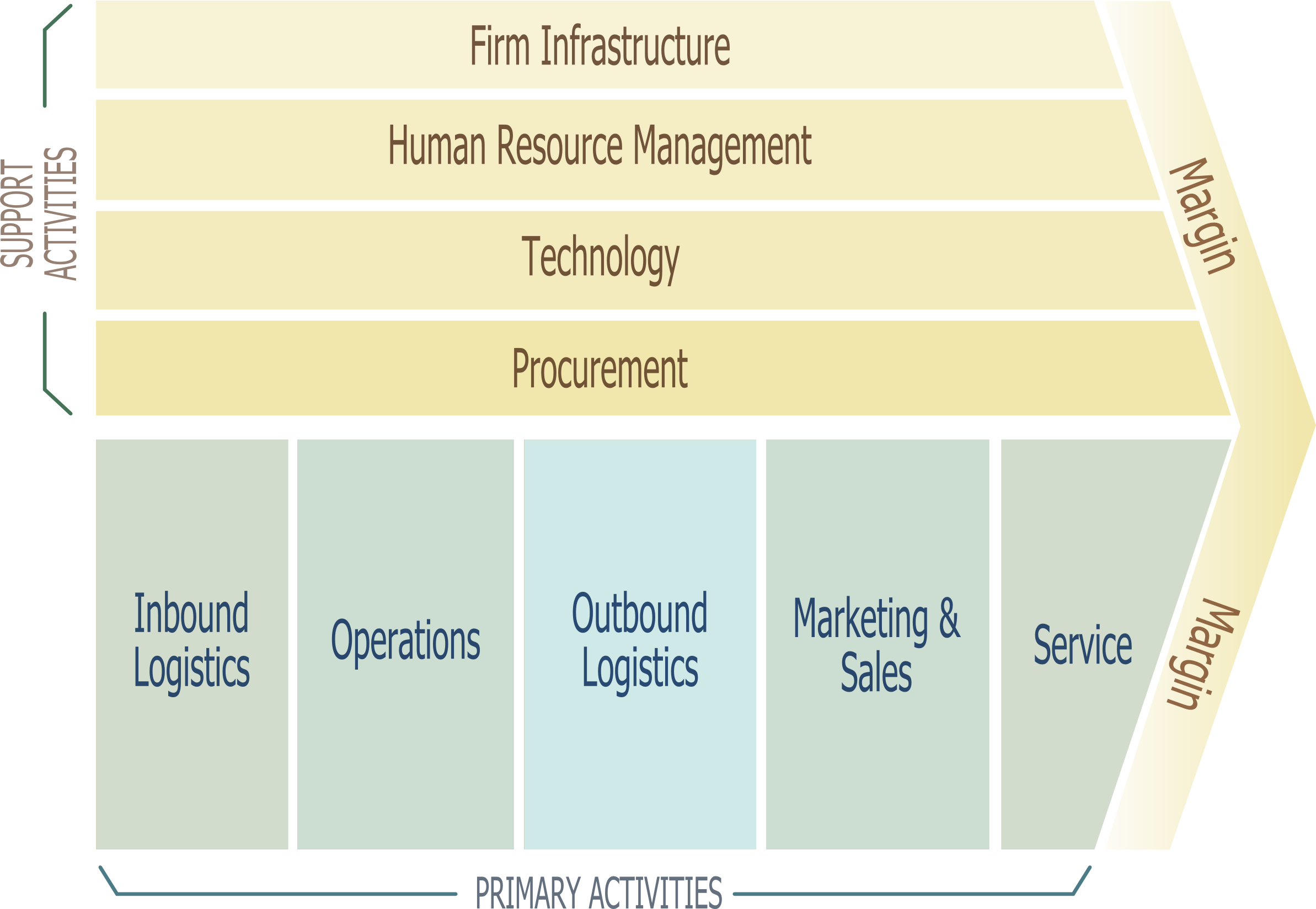
Cadena de valor de Porter

La descripció de Porter de 1985 de la cadena de valor fa referència a la cadena d'activitats (processos o col·leccions de processos) que una organització realitza per oferir un producte o servei valuós per al mercat. Inclouen funcions com ara la logística d'entrada, les operacions, la logística de sortida, el màrqueting i les vendes i el servei, amb el suport de sistemes i infraestructura tecnològica. Alineant les diferents activitats de la cadena de valor amb l'estratègia de l'organització de manera coherent, una empresa pot arribar a tenir un avantatge competitiu. Porter també va escriure que l'estratègia és una configuració d'activitats coherent internament que diferencia una empresa dels seus rivals. Una posició competitiva sòlida s'acumula a partir de moltes activitats que haurien d'encaixar de manera coherent.
Porter va escriure el 1985: "L'avantatge competitiu no es pot entendre mirant una empresa en el seu conjunt. Neix de les activitats concretes que du a terme una empresa en dissenyar, produir, comercialitzar, lliurar i donar suport al seu producte. Cadascuna d'aquestes activitats pot contribuir a la posició relativa de costos d'una empresa i crear una base per a la diferenciació... la cadena de valor separa una empresa en les seves activitats estratègicament rellevants per entendre el comportament dels costos i les fonts de diferenciació existents i també potencials".

### Relacions entre organitzacions
Les relacions entre organitzacions permeten a les organitzacions independents accedir a recursos o entrar a nous mercats. Les relacions entre organitzacions representen una palanca crítica per obtenir un avantatge competitiu.
L'àmbit de la gestió estratègica ha prestat molta atenció a les diferents formes de relacions entre organitzacions que van des d'aliances estratègiques fins a relacions comprador-proveïdor, empreses conjuntes, xarxes, consorcis de R+D, llicències i franquícies.
Per una banda, els estudiosos que es basen en l'economia de les organitzacions (per exemple, la teoria dels costos de transacció) han esgrimit que les empreses utilitzen les relacions interorganitzatives quan són la forma més eficient en comparació amb altres formes d'organització com ara operar per si mateixes o utilitzar el mercat. Per altra banda, els estudiosos que es basen en la teoria organitzativa (per exemple, la teoria de la dependència dels recursos) argüeixen que les empreses solen associar-se amb altres quan aquestes relacions els permeten millorar el seu estatus, poder, reputació o legitimitat.
Un component clau per a la gestió estratègica de les relacions entre organitzacions té a veure amb l'elecció dels mecanismes de govern. Mentre que les principals investigacions es van centrar en l'elecció entre formes d'equitat i no d'equitat, una beca recent estudia més concretament la naturalesa dels acords contractuals i relacionals entre organitzacions.
Els investigadors també han observat, encara que en menor mesura, el cantó fosc de les relacions interorganitzatives, com ara el conflicte, disputes, oportunisme i comportaments poc ètics. El risc relacional o col·laboratiu es pot descriure com la incertesa sobre si es faran resultats significatius o decebedors de les activitats de col·laboració. Les empreses poden avaluar, controlar i gestionar els riscos col·laboratius. Els estudis empírics actuals ensenyen que els directius avaluen els riscos com a menors quan es tracta de socis externs, més alts si estan satisfets amb el seu propi rendiment i menors quan el seu entorn empresarial és turbulent.

### Competència bàsica
Gary Hamel i C. K. Prahalad van explicar la idea de competència bàsica l'any 1990 com la idea que cada organització té alguna capacitat en la qual excel·leix i en el qual que l'empresa s'hauria de centrar per obtenir les oportunitats d'aquesta àrea, deixant anar els altres o subcontractant-les. A més, aquesta capacitat és difícil de replicar, ja que afecta les habilitats i la coordinació de les persones en diverses àrees funcionals o processos dissenyats per oferir valor als clients. Amb l'externalització, les empreses van mirar d'ampliar el concepte de cadena de valor, amb alguns elements de dins de l'entitat i d'altres a fora. La capacitat o competència bàsica forma part d'una visió de l'estratègia anomenada visió basada en recursos de l'empresa, que afirma que si les activitats són estratègiques, aleshores les capacitats de l'organització i la capacitat d'aprendre o adaptar-se de l'organització també es pot dir que ho són.

### Teoria del negoci
Peter Drucker va escriure el 1994 sobre la "Teoria empresarial", que representa els supòsits clau subjacents a l'estratègia d'una empresa. Aquests supòsits es divideixen en tres categories: a) l'entorn extern, que inclou la societat, el mercat, el client i la tecnologia; b) la missió de l'organització; i (c) les competències bàsiques requerides per dur a terme la missió. Continuà dient que una teoria empresarial vàlida té quatre especificacions específiques: 1) les suposicions sobre l'entorn, la missió i les competències bàsiques s'han d'ajustar a la realitat; 2) els supòsits de les tres àrees han d'encaixar; 3) la teoria empresarial ha de ser coneguda i compresa a tota l'organització; i 4) la teoria empresarial ha de sotmetre's a prova constantment.
Va escriure que les organitzacions es posen en problemes quan els supòsits que representen la teoria del negoci ja no s'ajusten a la realitat. Va utilitzar un exemple de grans magatzems detallistes, on la seva teoria del negoci suposava que les persones que podien permetre's el luxe de comprar als grans magatzems ho farien. No obstant això, molts compradors van abandonar els grans magatzems en favor dels detallistes especialitzats (sovint ubicats fora dels centres comercials) quan el temps es va convertir en el factor principal en la destinació de compres en lloc dels ingressos.
Drucker va descriure la teoria del negoci tant com una "hipòtesi" com també una "disciplina". Va defensar la construcció en el diagnòstic sistemàtic, el seguiment i la prova dels supòsits que integren la teoria del negoci per mantenir la competitivitat.

## Pensament estratègic
El pensament estratègic implica la generació i aplicació de coneixements empresarials únics a oportunitats dissenyades per crear un avantatge competitiu per a una empresa o organització. Implica desafiar els supòsits subjacents a l'estratègia i la proposta de valor actual de l'organització. Mintzberg va escriure el 1994 que és més una qüestió de síntesi (és a dir, "connectar els punts") que d'anàlisi (és a dir, "trobar els punts").
Es tracta d'agafar el que el gerent o el director aprèn de tot arreu i de totes les fonts (tant les idees suaus de les seves experiències personals com les experiències dels altres a tota l'organització i les dades dures de la investigació de mercat) i després cal sintetitzar aquest aprenentatge en una visió de la direcció que ha de seguir l'empresa i que serveixi per guiar-la o orientar-la". Mintzberg va argumentar que el pensament estratègic és la part més crítica de la formulació de l'estratègia.
El general André Beaufre va escriure el 1963 que el pensament estratègic "és un procés mental, alhora abstracte i racional, que ha de ser capaç de sintetitzar dades tant psicològiques com de tipus material. L'estrateg ha de tenir una gran capacitat tant d'anàlisi com de síntesi. L'anàlisi serveix per acumular les dades sobre les quals se'n fa el diagnòstic, síntesi per produir a partir d'aquestes dades el diagnòstic en si, i de fet, equival a una elecció entre cursos d'acció alternatius".
Will Mulcaster va esgrimir que, encara que s'ha emprat molta investigació i pensament creatiu per generar estratègies alternatives, s'ha treballat molt poc sobre què influeix exactament en la qualitat de la presa de decisions estratègiques i l'efectivitat amb què s'implementen les estratègies. Per exemple, vist des del present es pot pensar que la crisi financera del 2008-2009 s'hauria pogut evitar senzillament si els bancs haguessin dedicat més atenció i recursos a mitigar els riscos associats a les seves inversions en aquell moment. Però perquè o com haurien de canviar els bancs la manera de prendre decisions per millorar la qualitat de les decisions en el futur? El marc de gestió de forces de Mulcaster aborda aquest problema exposant 11 forces que s'han d'incorporar als processos de presa de decisions i la implementació estratègica. Les 11 forces de Mulcaster són: temps; forces oposades; política; percepció; efectes holístics; valor afegit; incentius; capacitats d'aprenentatge; cost d'oportunitat; risc i estil.

## Planificació estratègica
La planificació estratègica és un mitjà per administrar la formulació i la implementació de l'estratègia. La planificació estratègica és d'índole analítica i fa referència a procediments formalitzats per produir les dades i anàlisis utilitzades com a dades d'entrada per a desenvolupar el pensament estratègic, que sintetitza les dades que resulten a l'estratègia. La planificació estratègica també pot implicar els mecanismes de control emprats per implementar l'estratègia una vegada determinada. En altres paraules, la planificació estratègica passa al voltant del procés de formació de l'estratègia.

### Anàlisi ambiental
El 1980, Porter va escriure que la formulació de l'estratègia competitiva inclou quatre elements que són clau:
1. Punts forts i punts febles de l'empresa;
2. Valors personals dels principals implementadors (és a dir, la direcció i la junta);
3. Oportunitats i amenaces del sector; i
4. Expectatives socials més àmplies.[21]

Els dos primers elements es relacionen amb factors interns a l'empresa (és a dir, l'entorn intern), mentre que els dos darrers es relacionen amb factors externs a l'empresa (és a dir, l'entorn extern).
Hi ha molts marcs analítics que intenten organitzar el procés de planificació estratègica. Diversos exemples de marcs que tracten els quatre elements descrits anteriorment comprenen:
- Entorn extern: l'anàlisi PEST o anàlisi STEEP és un marc creat per examinar els factors ambientals externs remots que poden afectar l'organització, com ara polítics, econòmics, socials/demogràfics i tecnològics. Les variacions habituals inclouen l'anàlisi SLEPT, PESTLE, STEEPLE i STEER. Cadascuna fa un èmfasi en idees lleugerament diferents però sempre parlant de l'entorn extern.
- Entorn de la indústria: el marc d'anàlisi de les cinc forces de Porter ajuda a determinar la rivalitat competitiva i, per tant, l'atractiu d'un mercat. S'utilitza per ajudar a determinar la cartera d'ofertes que oferirà l'organització i en quins mercats.
- Relació de l'entorn intern i extern: l'anàlisi DAFO és un dels marcs més bàsics i àmpliament usats, que examina tant els elements interns de l'organització (Fortaleses i Debilitats) com els elements externs (Oportunitats i Amenaces). Ajuda a examinar els recursos de l'organització en el context del seu entorn.

### Planificació d'escenaris
Diversos estrategs utilitzen tècniques de planificació d'escenaris per fer front al canvi. La manera com ho va dir Peter Schwartz el 1991 és que els resultats estratègics no es poden conèixer d'entrada, de manera que les fonts d'avantatge competitiu no es poden predeterminar. L'entorn empresarial que canvia ràpidament és excessivament arriscat per trobar un valor sostenible en fórmules d'excel·lència o avantatge competitiu.
En canvi, la planificació d'escenaris és una tècnica mitjançant la qual es poden treballar o contemplar múltiples resultats, avaluant les seves implicacions i avaluant la probabilitat que ocorrin. Segons Pierre Wack, la planificació d'escenaris està lligada a la comprensió, la complexitat i la subtilesa, més que no pas a l'anàlisi formal i els números. El diagrama de flux de la figura de la dreta mostra un procés per classificar un fenomen com a escenari en la tradició de la lògica intuïtiva.

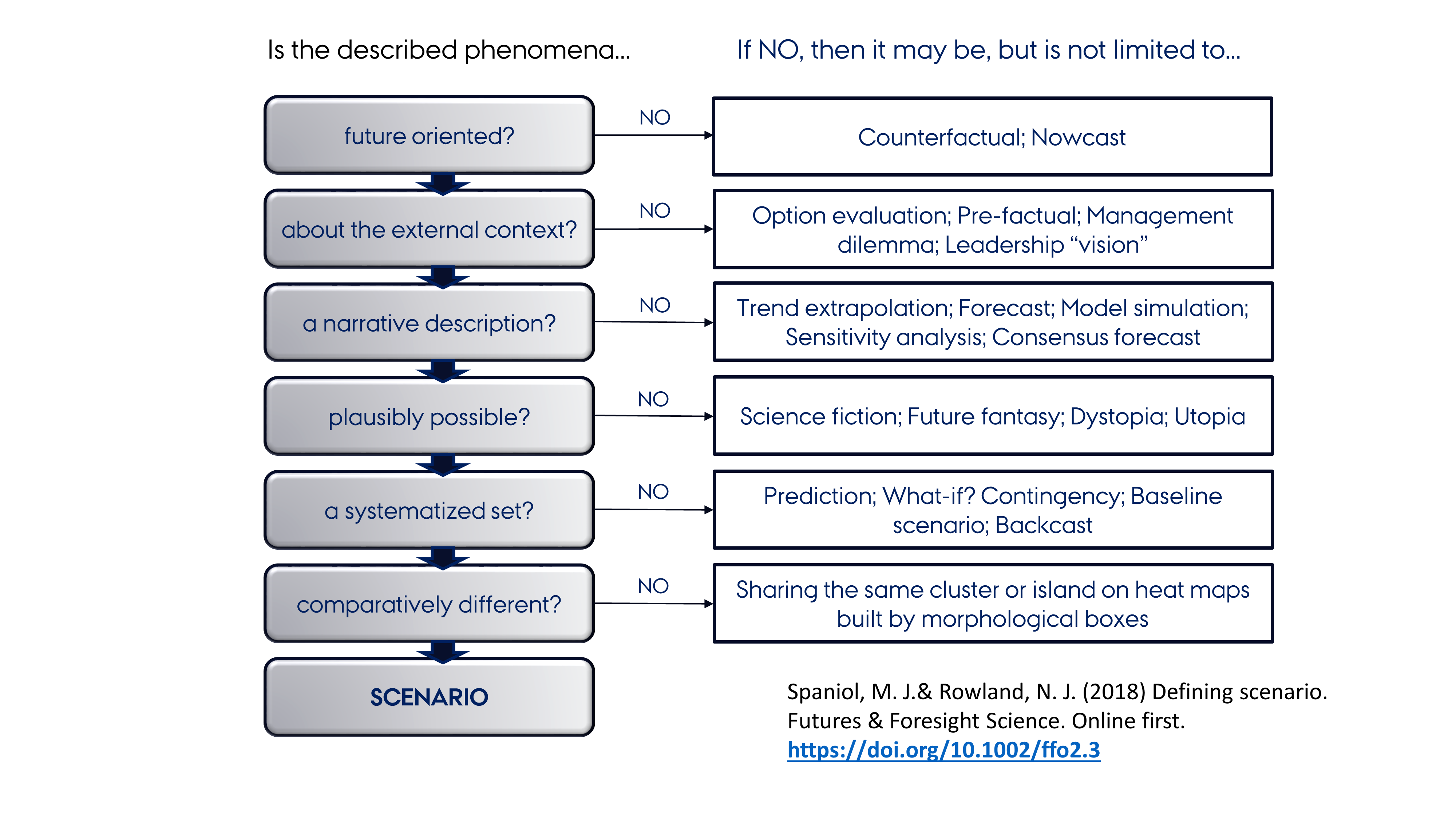
Procés per classificació un fenomen com a escenari de la tradició de la lògica intuïtiva.

Alguns planificadors de negocis estan començant a usar un enfocament de la teoria de la complexitat a l'estratègia. La complexitat es pot equiparar a un caos amb una mica d'ordre. La teoria del caos parla de sistemes turbulents que es desordenen ràpidament. De fet, la complexitat no és tan imprevisible. Implica múltiples agents que interactuen de tal manera que pot aparèixer una visió de l'estructura.

### Mesura i control de la implementació

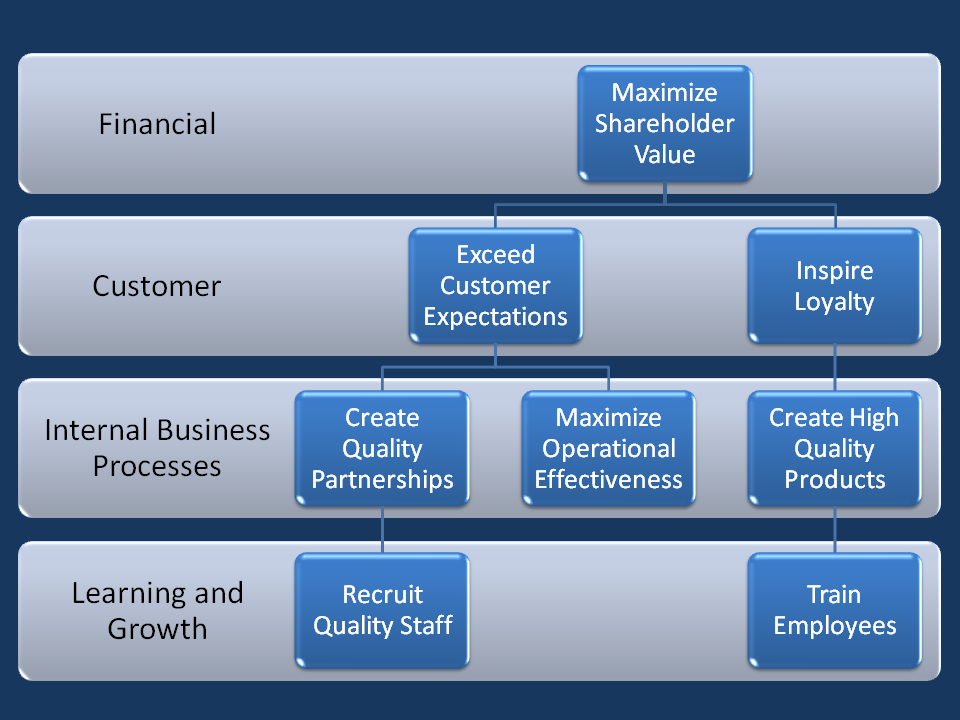
Mapa estratègic genèric que il·lustra quatre elements d'un quadre de comandament integral

Un cop determinada l'estratègia, es poden establir diversos objectius i mesures per traçar un rumb per a l'organització, mesurar el rendiment i controlar la implementació de l'estratègia. Eines com el quadre de comandament equilibrat i els mapes estratègics ajuden a cristal·litzar l'estratègia, relacionant les mesures clau d'èxit i rendiment amb l'estratègia. Aquestes eines mesuren les mesures financeres, de màrqueting, de producció, de desenvolupament organitzatiu i d'innovació per aconseguir una perspectiva "equilibrada". Els progressos en la tecnologia de la informació i la disponibilitat de dades permeten acumular més informació sobre el rendiment, permetent als directius tenir una visió molt més analítica del seu negoci que abans.
L'estratègia també es pot organitzar com una sèrie d'"iniciatives" o "programes", cadascun dels quals abraça un o més projectes. També es poden decidir diversos mecanismes de seguiment i retroalimentació, com ara reunions periòdiques entre la direcció divisional i corporativa per controlar la implementació.

### Avaluació
Un component clau de la gestió estratègica que sovint es passa per alt quan es planifica és l'avaluació. Hi ha moltes maneres d'avaluar si s'ha arribat a aconseguir o no les prioritats estratègiques i els plans, un d'aquests mètodes és l'avaluació sensible de Robert Stake. L'avaluació sensible proporciona un enfocament naturalista i humanista a l'avaluació del programa. En expandir-se més enllà del disseny d'avaluació orientat a objectius, l'avaluació sensible té en compte els antecedents (historial) del programa, les condicions i les transaccions entre les parts. El disseny es desenvolupa a mesura que entra en contacte amb les parts interessades, és a dir, de manera emergent.

## Limitacions
Si bé s'estableixen estratègies per establir la direcció, centrar l'esforç, definir o aclarir l'organització i proporcionar coherència o orientació en resposta a l'entorn, aquests elements també fan que determinats senyals quedin exclosos o no de la consideració. Mintzberg va escriure el 1987: "L'estratègia és un esquema de categorització mitjançant el qual els estímuls entrants es poden ordenar i enviar". Com que una estratègia orienta l'organització d'una manera o en una direcció específica, aquesta direcció pot no coincidir amb l'entorn a mesura que canvien les circumstàncies al llarg del temps. Com a tal, va continuar Mintzberg, "l'estratègia [un cop establerta i explicitada] és una força que es resisteix al canvi".
Per tant, una crítica a la gestió estratègica seria que pot incentivar el control excessiu des d'una gerència en un entorn dinàmic. Mintzberg es va preguntar: "com poden els individus, organitzacions i societats fer front de la millor manera possible a qüestions massa complexes si les accions iniciades es basen en una comprensió inadequada sense provocar un gran lament?". Alguns teòrics insisteixen en un enfocament iteratiu, considerant al seu torn objectius, implementació i recursos. És a dir, un "... cicle d'aprenentatge repetitiu [en lloc de] una progressió lineal cap a una destinació final clarament definida". Les estratègies han de poder adaptar-se durant la implementació perquè "els humans poques vegades poden procedir de manera satisfactòria excepte aprenent de l'experiència; i les sondes modestes, modificades en sèrie sobre la base de la retroalimentació, solen ser el millor mètode per dur a terme aquest aprenentatge".
L'any 2000, Gary Hamel va encunyar el terme convergència estratègica per explicar l'abast limitat de les estratègies que utilitzen els rivals en circumstàncies molt diferents. Va lamentar-se que les estratègies d'èxit siguin imitades per empreses que no entenen que perquè una estratègia funcioni ha de tenir en compte les particularitats de cada situació i no ser excessivament rígides. Woodhouse i Collingridge afirmen que l'essència de ser "estratègic" rau en la capacitat de dur a terme un "prova i error intel·ligent" en lloc de l'adhesió estricta a plans estratègics finament afinats i molt estrictes. L'estratègia s'ha de veure com un traçat del camí general i ampli en lloc de passos precisos. És tan probable que els mitjans determinen els fins com els fins hi són per determinar els mitjans que es fan servir. A banda d'això, cal recordar que els objectius que una organització podria voler perseguir estan limitats per la gamma d'enfocaments factibles per a la implementació. Normalment, només hi haurà un nombre reduït d'enfocaments que no només seran possibles tècnicament i administrativament, sinó que també seran reeixits per a tota l'amplitud de grups d'interès de l'organització. A la vegada, la gamma d'enfocaments d'implementació viables també vindrà determinada per la disponibilitat de recursos.

## Temes estratègics
Al llarg dels anys, han sorgit diversos enfocaments estratègics utilitzats en les indústries (temes). Aquests inclouen la demanda impulsada pel producte a la demanda impulsada pel client o impulsada pel màrqueting (descrita anteriorment), un major ús d'enfocaments d'autoservei per reduir costos, canvis en la cadena de valor o estructura corporativa a causa de la globalització (per exemple, accessoris de producció i muntatge) i Internet.

### Autoservei
Una de les qüestions de competència estratègica ha estat la tendència a l'autoservei, sovint facilitat per la tecnologia, on el client adquireix un paper que abans jugava un treballador per reduir els costos de l'empresa i potser els preus. Alguns exemples inclouen:
- Caixer automàtic (ATM) per obtenir efectiu més aviat a través d'un caixer bancari;
- Autoservei a la bomba de gasolina més que amb l'ajuda d'un operari;
- Comandes al detall per Internet introduïdes pel client en lloc d'un empleat detallista, com ara la venda de llibres en línia;
- Mobles preparats per a muntar fabricats en sèrie i transportats pel client;
- Banca en línia i pagament de factures.[cal citació]

### La globalització i l'empresa virtual
Una definició de globalització fa referència a la integració de les economies a causa de la tecnologia i la innovació de processos de la cadena de subministrament. Les empreses ja no han d'estar integrades verticalment (és a dir, dissenyant, produint, muntant i venent els seus productes). En altres paraules, la cadena de valor del producte d'una empresa pot deixar de ser totalment dins d'una empresa; poden existir diverses entitats que incloguin una empresa virtual per complir el requisit del client. Per exemple, algunes empreses han optat per externalitzar la producció a tercers en països com la Xina o l'Índia, i d'aquesta manera han conservat només les funcions de disseny i vendes dins de la seva administració.

### Internet i disponibilitat d'informació
Internet ha apoderat espectacularment els consumidors i ha permès que compradors i venedors s'ajuntin amb una reducció dràstica dels costos de transacció i d'intermediació, creant mercats més sòlids per a la compra i venda de béns i serveis. Alguns exemples inclouen llocs de subhastes en línia, serveis de cites per Internet i venedors de llibres. A moltes indústries, Internet ha alterat fortament el panorama competitiu. Els serveis que abans es proporcionaven dins una entitat (per exemple, un concessionari d'automòbils que proporciona informació sobre finançament i preus) els faciliten ara tercers. A més, en comparació amb els mitjans tradicionals com la televisió, Internet ha provocat un canvi important en els hàbits de visualització a través de continguts a la carta que ha portat a una audiència cada vegada més fragmentada.
L'autor Phillip Evans va dir el 2013 que les xarxes provoquen jerarquies tradicionals. Les cadenes de valor també es poden desglossar ("desconstruccions"), on els aspectes de la informació es poden separar de l'activitat funcional. Les dades que estan disponibles de forma gratuïta oa un cost molt baix dificulten que les empreses basades en informació integrades verticalment es mantinguin intactes. Evans va dir: "La conclusió aquí és que el que abans va ser una competència oligopolista integrada verticalment entre tipus essencials de competidors similars està evolucionant, d'una manera o altra, d'una estructura vertical a una estructura horitzontal. Per què passa això?" passant perquè els costos de transacció estan baixant i l'escala es polaritza. La disminució dels costos de transacció debilita la cua que uneix les cadenes de valor i les separa." Va utilitzar Wikipedia com a exemple de xarxa que desafiava el model de negoci de l'enciclopèdia tradicional.
Evans prediu l'aparició d'una nova forma d'organització industrial anomenada "pila", anàloga a una pila tecnològica, en què els competidors es basen en una plataforma comuna d'inputs (serveis o informació), bàsicament superposant a la resta de parts competidores de la seva cadena de valor a la part superior d'aquesta plataforma comuna.

### Sostenibilitat
Durant l'última dècada, la sostenibilitat o la capacitat de mantenir amb èxit un negoci en un context de circumstàncies ambientals, socials, sanitàries i econòmiques que canvien ràpidament ha emergit com un aspecte crucial de qualsevol desenvolupament estratègic. La investigació centrada en corporacions i líders que han integrat la sostenibilitat a la seva estratègia empresarial ha donat lloc a l'aparició del concepte de "sostenibilitat integrada", definit pels seus autors Chris Laszlo i Nadya Zhexembayeva com "incorporar el medi ambient, la salut i la societat al core business" sense compensació en preu ni qualitat, és a dir, sense recompensa social o verda".
La seva investigació ha demostrat que la sostenibilitat integrada ofereix almenys set oportunitats diferents per a la generació de valor empresarial i avantatge competitiu: a) millor gestió del risc, b) major eficiència en la reducció de residus i ús de recursos, c) millor diferenciació del producte, d) nous entrants, e) millora de marca i reputació, f) major oportunitat d'influir en els estàndards de la indústria i g) major oportunitat per a la innovació radical. La investigació també va suggerir que la innovació impulsada per l'esgotament dels recursos pot donar lloc a avantatges competitius fonamentals per als productes i serveis d'una empresa, així com l'estratègia de l'empresa en conjunt, quan s'apliquen els principis correctes d'innovació. Els gestors d'actius que es van comprometre a integrar factors de sostenibilitat integrats en les seves decisions d'assignació de capital van crear una rendibilitat de la inversió més fort que els gestors que no van integrar estratègicament la sostenibilitat en el seu model de negoci similar.

## L'estratègia com a aprenentatge
El 1990, Peter Senge, que havia col·laborat amb Arie de Geus a Dutch Shell, va popularitzar la noció d'"organització en constant aprenentatge" o "organització que aprèn". La teoria afirmava que reunir i analitzar informació és un requisit ineludible per a l'èxit empresarial en l'era de la informació. Per fer-ho, Senge va afirmar que una organització hauria d'estar estructurada de manera que:
- Les persones poden millorar contínuament la seva capacitat per aprendre i ser productives.
- Es nodreixen de nous patrons de pensament.
- Es fomenten les aspiracions col·lectives.
- S'anima a la gent a veure la "fotografia completa" junts.

Senge va apuntar a cinc disciplines d'una organització d'aprenentatge:
- Responsabilitat personal, autosuficiència i domini: acceptem que som els amos del nostre propi destí. Prenem decisions i vivim amb les conseqüències d'aquestes decisions. Quan cal solucionar un problema o aprofitar una oportunitat, prenem la iniciativa d'aprendre les habilitats necessàries per fer-ho.
- Models mentals: hem d'explorar els nostres models mentals personals per entendre l'efecte subtil que tenen en el nostre comportament.
- Visió compartida: la visió d'on volem ser en el futur es discuteix i es comunica a tothom. Proporciona orientació i energia per al viatge que tens.
- Aprenentatge en equip: aprenem junts en equip. Això implica un canvi d'"un esperit d'incidència a un esperit d'investigació".
- Pensament sistemàtic: mirem el tot més que les parts. Això és el que Senge anomena "la cinquena disciplina". És la cola que integra els altres quatre en una estratègia coherent. Per a una aproximació alternativa a l'"organització de l'aprenentatge", vegeu Garratt, B. (1987).

Geoffrey Moore (1991) i R. Frank i P. Cook també van detectar un canvi en la naturalesa de la competència. Els mercats impulsats per estàndards tècnics o per "efectes de xarxa" poden donar a l'empresa dominant un quasi monopoli o monopoli de facto. El mateix passa amb les indústries en xarxa en les quals la interoperabilitat demana una certa compatibilitat entre usuaris. Alguns exemples es poden trobar en el domini inicial d'Internet Explorer i Amazon en les seves respectives indústries. La davallada posterior d'Internet Explorer mostra que aquest domini pot ser només durant un temps determinat.
Moore va mostrar com les empreses podrien assolir aquesta posició envejable utilitzant el procés d'adopció de cinc etapes d'EM Rogers. Això es faria centrant-se en un grup de clients alhora i usant cada grup com a base per arribar al següent grup, més massiu. El pas més difícil és fer la transició entre la introducció i l'acceptació total. Si té èxit, una empresa pot arribar a crear un efecte carro o bola de nou en el qual l'impuls augmenta i el seu producte es converteix en un estàndard de facto.

## Estratègia com a adaptació al canvi
El 1969, Peter Drucker va encunyar l'expressió Age of Discontinuity per descriure com el canvi altera la vida. En una època de continuïtat, normalment els intents de predir el futur extrapolant el passat poden ser força precisos. Però segons Drucker, ara estem en una època de discontinuïtat i l'extrapolació és més ineficaç que en d'altres períodes. Drucker identifica quatre orígens de què entén com la discontinuïtat: les noves tecnologies, la globalització, el pluralisme cultural i el capital del coneixement.
El 1970, Alvin Toffler a Future Shock va descriure una tendència a accelerar els canvis societals. Va il·lustrar com els fenòmens socials i tècnics tenien una vida més curta a cada generació que passava, i va qüestionar la capacitat de la societat per fer front a la confusió i l'ansietat que l'acompanyaven. En èpoques anteriors, els períodes de canvi sempre estaven marcats per temps d'estabilitat. Això va permetre a la societat entendre el canvi abans que arribés. Però aquests períodes d'estabilitat gairebé van desaparèixer a finals del segle xx. El 1980 a The Third Wave, Toffler va explicar aquesta transició cap a un canvi implacable com la característica definitòria de la tercera fase de la civilització (les dues primeres fases van ser les onades agrícoles i industrials).
El 1978, Derek F. Abell va parlar de "finestres estratègiques" i va subratllar la importància del moment (tant d'entrada com de sortida) de qualsevol estratègia determinada. Això va portar alguns planificadors estratègics a incorporar l'obsolescència planificada a les seves pràctiques.
El 1989, Charles Handy va identificar dos tipus de canvi. El primer, la "deriva estratègica", que és un canvi gradual que es produeix de manera tan subtil que no es nota fins que ja és massa tard. Per contra, el segon, el "canvi transformacional" és sobtat i radical. Habitualment és causada per discontinuïtats (o xocs exògens) en l'entorn empresarial. El punt on s'inicia una nova tendència s'anomena "punt d'inflexió estratègic" per Andy Grove. Els punts d'inflexió poden ser subtils o més radicals.
El 1990, Richard Pascale va escriure que el canvi profund i ineludible exigeix que les empreses es reinventin contínuament per garantir que estan preparades.
La seva famosa màxima és "Res falla com l'èxit" amb la qual vol dir que allò que ahir era una fortalesa es converteix avui en l'arrel de la debilitat. Tenim tendència a dependre del que va funcionar ahir i ens neguem a deixar anar allò que ens va funcionar bé en el passat. Les estratègies predominants es tornen autoconfirmants. Per evitar aquesta trampa, les empreses han de convidar a una autoinvenció, estimular un esperit d'investigació i mantenir un debat saludable. Han de fomentar un procés creatiu d'autorenovació basat en el conflicte constructiu.
El 1996, Adrian Slywotzky va mostrar com els canvis en l'entorn empresarial es reflecteixen en les migracions de valor entre indústries, entre empreses i dins de les empreses. Va afirmar que reconèixer els patrons subjacents a aquestes migracions de valors és imprescindible si volem entendre el món que arriba des del canvi caòtic. A "Profit Patterns" (1999) va descriure les empreses com en una situació d'anticipació estratègica mentre s'intenten detectar els patrons emergents que comencen a veure's. Slywotsky i el seu equip van identificar 30 patrons que han transformat indústria rere indústria.
L'any 1997, Clayton Christensen (1997) va adoptar la posició que les grans empreses poden fracassar precisament perquè ho fan tot bé, ja que les capacitats de l'organització també defineixen les seves discapacitats. La tesi de Christensen és que les empreses destacades perden el seu lideratge de mercat quan s'enfronten a una tecnologia disruptiva. Va anomenar l'enfocament per descobrir els mercats emergents de les tecnologies disruptives màrqueting agnòstic, és a dir, màrqueting sota el supòsit implícit que ningú, ni l'empresa, ni els clients, pot saber com o en quines quantitats un producte disruptiu pot o s'utilitzarà sense l'experiència d'utilitzar-lo.
El 1999, Constantinos Markides va reexaminar la natura de la planificació estratègica.  Va descriure la formació i la implementació d'estratègies com un procés continu, interminable i integrat que requereix una reavaluació i millora contínua. La gestió estratègica és planificada i emergent, dinàmica i interactiva.
J. Moncrieff (1999) va destacar la dinàmica estratègica. Va afirmar que l'estratègia és en part deliberada i en part no planificada. L'element no planificat prové d'estratègies emergents que resulten de l'aparició d'oportunitats i amenaces en l'entorn i d'"estratègies en acció" (accions ad hoc a tota l'organització).
David Teece va ser pioner en la investigació sobre la gestió estratègica basada en recursos i la perspectiva de les capacitats dinàmiques, definida com "la capacitat d'integrar, construir i reconstruir capacitats internes i externes per abordar entorns que canvien ràpidament i imprevisiblement". El seu article publicat l'any 1997 (amb Gary Pisano i Amy Shuen) que portava per títol "Dynamic Capabilities and Strategic Management" va ser el document acadèmic més citat en economia i negocis en el període que va del 1995 al 2005.
L'any 2000, Gary Hamel va escriure sobre la decadència estratègica, la noció que el valor d'una estratègia, per molt brillant que sigui, sempre decau amb el temps.

## L'estratègia com a excel·lència operativa

### Qualitat
Un nombrós grup de teòrics va considerar que l'àmbit on els negocis occidentals tenien mancances més acusades era la qualitat del producte. W. Edwards Deming, Joseph M. Juran, A. Kearney, Philip Crosby i Armand Feignbaum van suggerir tècniques de millora i increment de la qualitat com la gestió de la qualitat total (TQM), la millora contínua (kaizen), manufactura ajustada, Six Sigma i retorn de la qualitat (ROQ).
Ben al contrari, James Heskett (1988), Earl Sasser (1995), William Davidow, Len Schlesinger, A. Paraurgman (1988), Len Berry, Jane Kingman-Brundage, Christopher Hart i Christopher Lovelock (1994), van considerar que el problema principal era el mal servei al client. La seva hipòtesi principal era que no hi ha millor font d'avantatge competitiu que un flux continu de clients encantats.
La gestió de processos fa servir tècniques de la gestió de la qualitat del producte i algunes de les tècniques de la gestió del servei al client. Considera una activitat com un procés seqüencial. L'objectiu és trobar ineficiències i fer més efectiu el procés. Tot i que els mètodes tenen una llarga història, que es remunta al taylorisme, l'abast de la seva aplicabilitat s'ha ampliat molt, sense deixar cap aspecte de l'empresa lliure de possibles millores del procés.
Carl Sewell, Frederick F. Reichheld, C. Gronroos i Earl Sasser van observar que les empreses gastaven més en l'adquisició de clients que en la retenció. Van mostrar com es podia trobar un avantatge competitiu per garantir que els clients podien tornar una vegada i una altra. Reicheld va ampliar el concepte per incloure la lleialtat de treballadors, proveïdors, distribuïdors i accionistes. Van crear tècniques per estimar el valor de vida del client (CLV) per avaluar les relacions a llarg termini. Els conceptes van suposar intents de reformular la venda i el màrqueting fou un esforç a llarg termini que va crear una relació sostinguda (anomenada venda de relacions, màrqueting relacional i gestió de relacions amb els clients). El programari de gestió de relacions amb els clients (CRM) es va convertir en una peça central de moltes empreses.

### Reenginyeria
Michael Hammer i James Champy van considerar que calia reestructurar aquests recursos. En un procés que van anomenar de "reenginyeria", les empreses van reorganitzar els seus actius al voltant de processos sencers en lloc de tasques. D'aquesta manera, un equip de persones podria veure un projecte de principi a fi. Això evitaria que hi hagués compartiments estancs, és a dir, departaments aïllats poques vegades es parlen entre ells. També va eliminar els residus a causa de la superposició funcional i les comunicacions interdepartamentals.
El 1989, Richard Lester i els investigadors del MIT Industrial Performance Center van descriure set bones pràctiques i van determinar que les empreses havien d'accelerar el canvi de la producció en massa de productes estandarditzats amb un cost baix. Les set àrees de bones pràctiques eren les següents:
1. Millora contínua simultània en costos, qualitat, servei i innovació de producte.
2. Trencar barreres organitzatives entre departaments
3. Eliminació de capes de gestió creant jerarquies organitzatives més planes.
4. Relacions més properes amb clients i proveïdors.
5. Ús intel·ligent de les noves tecnologies.
6. Enfocament global.
7. Millorar les habilitats dels recursos humans.

La recerca de bones pràctiques també se li diu benchmarking. Aquesta recerca vol determinar on cal millorar, trobar una organització que sigui excepcional en aquest àmbit, després estudiar l'empresa i aplicar-ne les millors pràctiques a la seva empresa.

## Altres perspectives sobre l'estratègia

### L'estratègia com a solució de problemes
El professor Richard P. Rumelt va descriure l'estratègia com una manera de resoldre problemes el 2011. Va escriure que una bona estratègia ha de tenir una estructura subjacent anomenada nucli. El nucli té tres parts: 1) Un diagnòstic que defineix o explica la naturalesa del repte; 2) Una política orientadora per fer front al repte; i 3) Un conjunt d'accions coherents dissenyades per dur a terme la política rectora.
El president Kennedy va descriure els següents tres elements d'estratègia en el seu Discurs a la nació sobre la crisi dels míssils cubans del 22 d'octubre de l'any 1962:
1. Diagnòstic: "Aquest govern, tal com es va prometre, ha mantingut la vigilància més estreta de l'acumulació militar soviètica a l'illa de Cuba. Durant la darrera setmana, proves inconfusibles han establert el fet que una sèrie de llocs de míssils ofensius s'estan preparant a aquesta illa empresonada. El propòsit d'aquestes bases no pot ser cap altre que proporcionar una capacitat d'atac nuclear contra l'hemisferi occidental".
2. Política orientadora: "El nostre objectiu innegociable, per tant, ha de ser evitar l'ús d'aquests míssils contra aquest o qualsevol altre país, i assegurar-ne la retirada o eliminació de l'hemisferi occidental".
3. Plans d'acció: el primer dels set passos numerats va ser el següent: "Per aturar aquest aplegament ofensiu, s'està iniciant una quarantena estricta de tots els equips militars ofensius enviats a Cuba. Tots els vaixells de qualsevol tipus amb destinació a Cuba des de qualsevol nació o port, si es descobreix que contenen càrregues d'armes ofensives, seran retornats."[103]

### Enfocaments creatius vs analítics
L'any 2010, IBM va publicar un estudi que resumia tres troballes de 1.500 directors generals a tot el món: 1) la complexitat augmenta, 2) les empreses no estan preparades per fer front a aquesta complexitat creixent i 3) la creativitat és ara la competència del lideratge més important. IBM va dir que és necessària en tots i cadascun dels aspectes del lideratge, inclòs el pensament estratègic i la planificació.

### Gestió no estratègica
Un tractat de 1938 de Chester Barnard, basat en la seva pròpia experiència com a executiu d'empresa, va descriure el procés com a informal, intuïtiu, no rutinari i que implicava comunicacions orals i bidireccionals. Bernard diu: "El procés d'estratègia és la percepció de l'organització en el seu conjunt i de la situació total rellevant per a ella. Va més enllà de la capacitat dels mètodes purament intel·lectuals i de les tècniques de discriminació dels factors de la situació. Els termes que acaben sent més rellevants són els de "sentiment, “judici”, “sentit”, “proporció”, “equilibri” i “adequació”. És més una qüestió d'art que no de ciència.
El 1973, Mintzberg va descobrir que els alts directius tot sovint s'enfronten a situacions imprevisibles, de manera que elaboren estratègies ad hoc, flexibles, dinàmiques i implícites al lloc i moment. Va escriure: "El treball genera manipuladors d'informació adaptatius que prefereixen la situació concreta. El gerent treballa en un entorn d'estímul-resposta, desenvolupant a la seva feina una clara preferència per l'acció en directe."
El 1982, John Kotter va estudiar les activitats diàries de 15 executius i va concloure que passaven la major part del seu temps desenvolupant i treballant en una xarxa de relacions que els aportava un ampli coneixement i detalls específics valuosos per a prendre decisions estratègiques. Tendien a utilitzar "fulls de ruta mentals" en lloc de tècniques de planificació sistemàtiques.
L'estudi de 1984 de Daniel Isenberg sobre els alts directius va trobar que les seves decisions eren molt intuïtives i no tan analítiques com es podria esperar. Els executius sovint van intuir què volien fer fins i tot abans de poder explicar per què. El 1986 va afirmar que una de les raons que permeten explicar això és la complexitat de les decisions estratègiques i la consegüent incertesa informativa.
Zuboff va dir que la tecnologia de la informació està ampliant la bretxa entre els executius (que solen prendre decisions estratègiques) i els directius a escala operativa (que solen prendre decisions rutinàries). Va argumentar que abans de l'ús generalitzat dels sistemes informàtics, els directius, fins i tot al més alt nivell, es dedicaven tant a la presa de decisions estratègiques com a l'administració rutinària, però a mesura que els ordinadors els facilitaven, anomena processos rutinaris "desqualificats", aquestes activitats han anat avançant cap avall a la jerarquia, deixant l'alta direcció lliure per prendre decisions estratègiques.
El 1977, Abraham Zaleznik va distingir els líders dels directius. Va descriure els líders com a visionaris que inspiren, mentre que els directius es concentren en el procés. Va afirmar que l'ascens dels directius va ser la principal causa del declivi dels negocis nord-americans als anys setanta i vuitanta. La manca de lideratge és més perjudicial quant a gestió estratègica on pot paralitzar tota una organització.
D'acord amb les idees de Corner, Kinichi i Keats, la presa de decisions estratègiques a les organitzacions té lloc a dos nivells: individual i agregat. Han desenvolupat un model paral·lel de presa de decisions estratègiques. El model identifica dos processos paral·lels que demanen captar l'atenció, codificar informació, emmagatzemar i recuperar informació, elecció estratègica, resultat estratègic i retroalimentació. Els processos individuals i organitzatius interactuen en cada etapa. Per exemple, els objectius orientats a la competència es basen en el coneixement de les empreses competidores, com ara la seva quota de mercat.

### L'estratègia com a màrqueting
La dècada de 1980 també va veure l'acceptació generalitzada de la teoria del posicionament de marca. Malgrat la teoria es va originar amb Jack Trout el 1969, no va tenir una gran acceptació fins que Al Ries i Jack Trout van escriure el seu llibre clàssic Positioning: The Battle For Your Mind (1979). La premissa bàsica és que una estratègia no s'ha de jutjar pels factors interns de l'empresa, sinó per la manera com els clients la veuen en relació amb altres competidors del mateix mercat. Desenvolupar i implementar una estratègia implica crear una posició en la ment del consumidor col·lectiu. Vàries tècniques han permès l'ús de la teoria del posicionament a la pràctica. El mapatge perceptiu, per exemple, crea visualitzacions de les relacions entre posicions. L'escala multidimensional, l'anàlisi discriminant, l'anàlisi factorial i l'anàlisi conjunta són tècniques matemàtiques que s'utilitzen per definir les característiques més rellevants (anomenades dimensions o factors) en què s'han de basar les posicions. La regressió de preferències es pot fer servir per determinar vectors de posició ideals i l'anàlisi de clústers pot identificar grups de posicions concretes.
El 1992, Jay Barney va veure l'estratègia com una manera d'ajuntar la combinació òptima de recursos, incloses persones, tecnologia i proveïdors, i després configurar-los de manera única i sostenible.
James Gilmore i Joseph Pine van trobar un avantatge competitiu en la personalització massiva. Les tècniques de fabricació flexibles van permetre a les empreses personalitzar els productes per a cada client sense perdre economies d'escala. Això va convertir efectivament el producte en un servei. També es van adonar que si un servei es personalitza en massa mitjançant la generació d'un "performance" única per a cada client individual, aquest servei es transformaria en una "experiència" concreta. El seu llibre, The Experience Economy, juntament amb el treball de Bernd Schmitt van convèncer molta gent que calia entendre la prestació de serveis com una forma de teatre on el client és un espectador. Aquesta escola de pensament de vegades es coneix com a gestió de l'experiència del client (CEM).

### Estratègia impulsada per la informació i la tecnologia
Moltes indústries amb un alt component d'informació s'estan transformant. Per exemple, Encarta va enderrocar l'Encyclopædia Britannica (les vendes de la qual han caigut en picat un 80% des del seu màxim de 650 milions de dòlars el 1990) abans que fos al seu torn, eclipsada per enciclopèdies col·laboratives com la Viquipèdia. La indústria de la música es va veure interrompuda de la mateixa manera. El sector tecnològic ha aportat algunes estratègies directament. Per exemple, des de la indústria del desenvolupament de programari, el desenvolupament àgil de programari proporciona un model per als processos de desenvolupament compartits.
Peter Drucker va concebre el "treballador del coneixement" a la dècada de 1950. Va descriure com pocs treballadors farien treball físic i quants aplicarien la seva ment. L'any 1984, John Naisbitt va teoritzar que el futur estaria en gran manera impulsat per la informació: les empreses que gestionessin bé la informació podrien obtenir un avantatge, però la rendibilitat del que ell anomenava "informació flotant" (informació que l'empresa tenia i d'altres volien) desaparegués a mesura que els ordinadors barats fessin la informació més accessible.
Daniel Bell (1985) va examinar les implicacions sociològiques de la tecnologia de la informació, mentre que Gloria Schuck i Shoshana Zuboff van estudiar-ne els factors de tipus psicològic. Zuboff va distingir entre "tecnologies d'automatització" i "tecnologies de la informació". Va estudiar l'efecte que tots dos tenien sobre els treballadors, els directius i les estructures organitzatives. També va confirmar les prediccions de Drucker sobre la importància de tenir una estructura descentralitzada flexible, equips de treball, intercanvi de coneixement i el paper central del treballador del coneixement. Zuboff també va detectar la possibilitat d'establir una nova base per a l'òrgan de govern, a partir del coneixement (també predit per Drucker) que va anomenar "gestió participativa".

### Maduresa del procés de planificació
McKinsey & Company va desenvolupar un model de maduresa de capacitat als anys setanta per descriure la sofisticació dels processos de planificació, amb la gestió estratègica com la més ben valorada. Les quatre etapes inclouen:
1. La planificació financera, que es basa sobretot en els pressupostos anuals i un enfocament funcional, amb una atenció limitada al medi ambient;
2. Planificació basada en previsions, que inclou pressupostos plurianuals i una assignació de capital més consistent entre les unitats de negoci;
3. Planificació orientada a l'exterior, on s'elabora una anàlisi exhaustiva de la situació i una avaluació competitiva;
4. Gestió estratègica, on es produeix un pensament estratègic generalitzat i s'utilitza un marc estratègic ben definit.[26]

### Estudi PIMS
L'estudi PIMS a llarg termini, iniciat a la dècada de 1960 i amb una durada de dinou anys, va intentar entendre l'impacte dels beneficis de les estratègies de màrqueting (PIMS), especialment l'efecte de la quota de mercat. La conclusió inicial de l'estudi era inequívoca: com més gran és la quota de mercat d'una empresa, més gran és la seva taxa de benefici. La quota de mercat crea economies d'escala. També ofereix avantatges de la corba d'experiència. L'efecte combinat és l'augment dels beneficis.
Els beneficis de l'alta quota de mercat van provocar, naturalment, un interès per les estratègies enfocades a aconseguir el creixement. Es van discutir els avantatges relatius de la integració horitzontal, integració vertical, la diversificació, les franquícies, les fusions i adquisicions, les empreses conjuntes i el creixement orgànic. Altres investigacions van esgrimir que una estratègia de baixa quota de mercat també podria donar molt rendiment econòmic. Schumacher (1973), Woo i Cooper (1982), Levenson (1984), i més tard Traverso (2002) van mostrar com les empreses enfocades a nínxol més petits obtenien retorns molt elevats.

## Altres influències en l'estratègia empresarial

### Estratègia militar
A la dècada del 1980, els estrategs empresarials es van adonar que existia una àmplia base de coneixement que es remunta a milers d'anys i que amb prou feines havien examinat i tingut en compte. Es van dirigir a l'estratègia militar per guiar-se. Llibres d'estratègia militar com L'Art de la Guerra de Sun Tzu, On War de von Clausewitz i Citacion del president o llibre vermell de Mao Zedong es van convertir en clàssics dels negocis. De Sun Tzu, van aprendre la part tàctica de l'estratègia militar i les prescripcions tàctiques específiques. De von Clausewitz, van aprendre la naturalesa dinàmica i imprevisible de l'acció militar. De Mao, van aprendre'n els principis de la guerra de guerrilles. Entre els llibres importants de guerra de màrqueting s'inclouen Business War Games de Barrie James, Marketing Warfare d'Al Ries i Jack Trout i Leadership Secrets of Attila the Hun de Wess Roberts.
Els quatre arquetips de teories de la guerra empresarial són:
- Estratègies de guerra de màrqueting ofensives
- Estratègies de guerra de màrqueting defensiu
- Estratègies de guerra de màrqueting flanquejant
- Estratègies de guerra de màrqueting de guerrilla

La literatura sobre la guerrilla de màrqueting també va examinar el lideratge i la motivació, els tipus d'armes de màrqueting, la logística i les comunicacions.
Al segle XXI, les estratègies de guerra de màrqueting havien anat en desús a favor d'enfocaments no confrontats o més complementaris. El 1989, Dudley Lynch i Paul L. Kordis van publicar Strategy of the Dolphin: Scoring a Win in a Chaotic World. "L'estratègia del dofí" es va desenvolupar per donar una guia sobre quan utilitzar estratègies agressives i quan utilitzar estratègies més passives i toves.
L'any 1993, J. Moore va utilitzar una metàfora semblant. En lloc de fer servir termes militars, va crear una teoria ecològica de depredadors i preses, una mena d'estratègia de gestió darwiniana en què les interaccions del mercat imiten l'estabilitat ecològica a llarg termini.
L'autor Phillip Evans va dir el 2014 que "la idea central de Henderson era el que podríeu anomenar la idea napoleònica de concentrar masses contra la debilitat, d'aclaparar l'enemic. El que Henderson va reconèixer és que en el món dels negocis, hi ha molts fenòmens que són caracteritzat pel que els economistes anomenen rendiments creixents, massa aclaparador per obtenir un avantatge competitiu. I aquesta va ser la primera introducció d'un concepte essencialment militar d'estratègia al món empresarial... Va ser a partir d'aquestes dues idees, la idea de Henderson d'augmentar el rendiment a escala i experiència, i la idea de Porter de la cadena de valor, que engloba elements heterogenis, que després es va erigir tot l'edifici de l'estratègia empresarial".

## Trets de les empreses d'èxit
Igual que Peters i Waterman una dècada abans, James Collins i Jerry Porras van dedicar anys a fer investigacions empíriques sobre el que fa a les grans empreses. Sis anys de recerca van descobrir un principi clau subjacent darrere de les 19 empreses amb èxit que van estudiar: totes fomenten i retenen una ideologia central que nodreix l'empresa. Tot i que l'estratègia i les tàctiques canvien cada dia, les empreses han pogut mantenir un conjunt bàsic de valors. Aquests valors fonamentals encoratgen els empleats a construir una organització que resistirà la prova del temps. A Built To Last (1994) argumenten que els objectius de guanys a curt termini, reducció de costos i reestructuració no estimularan els empleats a construir una empresa gran i resistent. L'any 2000 Collins va encunyar el terme "construït per girar" per descriure les actituds empresarials predominants a Silicon Valley. Descriu una cultura empresarial on el canvi tecnològic inhibeix un enfocament a llarg termini. També va popularitzar el terme BHAG (Big Hairy Audacious Goal).
Arie de Geus (1997) va fer un estudi semblant i va obtenir resultats equivalents. Va identificar quatre trets clau de les empreses que havien prosperat i triomfat durant 50 anys o fins i tot més. Són els següents:
- Sensibilitat a l'entorn empresarial: la capacitat d'aprendre i ajustar-se,
- Cohesió i identitat: la capacitat de construir una comunitat amb personalitat, visió i propòsit,
- Tolerància i descentralització: la capacitat de construir relacions,
- Finançament conservador.

Una empresa amb aquestes característiques clau va dir que era empresa viva perquè és capaç de perpetuar-se. Si una empresa posa èmfasi en el coneixement més que en les finances, i es veu com una comunitat estable d'éssers humans, té el potencial d'esdevenir gran i perdurar durant dècades. Aquesta organització és una entitat orgànica capaç d'aprendre (el va anomenar "organització d'aprenentatge") i capaç de crear els seus propis processos, objectius i personalitat.
Will Mulcaster proposa que les empreses iniciïn un diàleg centrat en aquestes preguntes:
- L'avantatge competitiu crearà un valor diferencial que sigui percebut?"
- L'avantatge competitiu crearà alguna cosa diferent de què ofereix la competència?"
- La diferència afegirà valor als ulls dels clients potencials?" – Aquesta pregunta comportarà una discussió sobre els efectes combinats del preu, les característiques del producte i les percepcions que en tinguin els consumidors.
- El producte aportarà valor per a l'empresa?" – Per respondre a aquesta pregunta caldrà un examen de la rendibilitat i l'estratègia de preus.